# Théodore Jacques Ralli

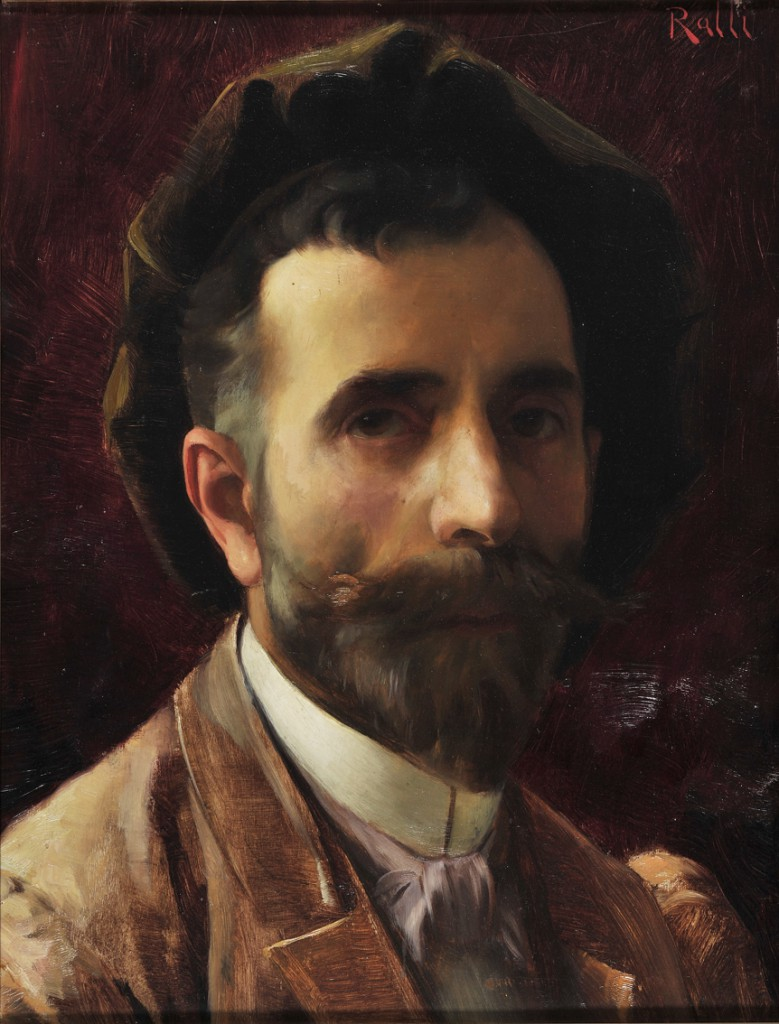
Théodore Ralli, Selbstporträt.

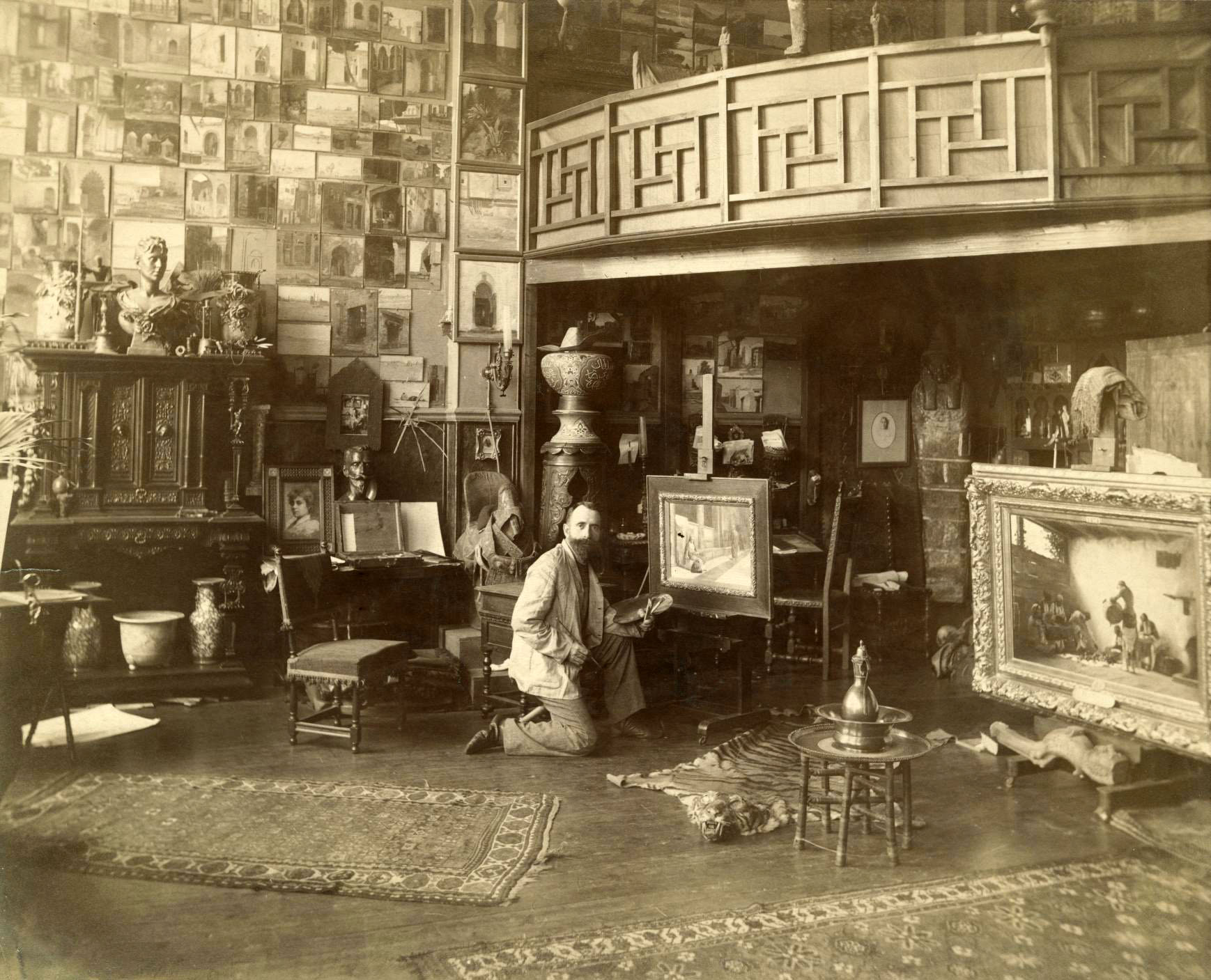
Théodore Ralli in seinem Pariser Atelier.

Théodore Jacques Ralli (griechisch Θεόδωρος Ράλλης; * 16. Februar 1852 in Konstantinopel; † 2. Oktober 1909 in Lausanne; eigentlich Theodoros Jannis Rallis) war ein griechischer Maler. Sein Malstil seiner Genre- und Landschaftsbilder wird der französisch-akademischen Malschule des späten 19. Jahrhunderts zugeordnet. Er gilt als einer der bedeutendsten Maler des Orientalismus.

## Biographie
Geboren wurde er unter dem Namen Theodoros Jannis Rallis in Konstantinopel als Sohn einer reichen griechischen Kaufmannsfamilie, die ursprünglich von der Insel Chios stammte. Er studierte mit einem Stipendium des Königs Otto von Griechenland in Paris, als Schüler des Orientalisten Jean-Léon Gérôme. Seine Werke wurden erstmals 1875 im Pariser Salon ausgestellt.
Ralli wurde Mitglied der 1881 gegründeten Société des Artistes Français, des Organisationskomitees der Kunstausstellung des Pariser Salons, die ihn für seine Arbeit 1885 lobend erwähnte und 1889 mit der Silbernen Medaille auszeichnete. Ein Jahr danach wurde Ralli im Rahmen der Weltausstellung von Paris in die Kommission der Kunstkritiker berufen. In späteren Jahren, wurde er für seine Verdienste um die Kunst vom französischen Staat mit dem Orden der Ehrenlegion ausgezeichnet.
Ralli reiste oft nach Kleinasien, Palästina und Ägypten, um Inspirationen für seine Werke zu sammeln. Seine Zeit verbrachte er hauptsächlich zwischen Paris und Kairo. In Kairo unterhielt er ein zweites Atelier.
1881 heiratete er Julia Maurokordatos, mit der er ein Kind hatte, die Tochter Katharina (1882–1948), welche die spätere Ehefrau des Schriftstellers Nikolaos Politis wurde. Rallis Ehefrau starb bereits im Alter von 29 Jahren, im Jahre 1888. Sieben Jahre später ging er eine zweite Ehe ein mit Maria Mauromichalis. Diese Ehe scheiterte jedoch nach kurzer Zeit.
Auf Vorschlag seines Freundes Demetrios Vikelas, des damaligen IOC-Präsidenten, stellte er seine Werke erstmals 1896 während der Olympischen Spiele von Athen, auch in Griechenland aus. In den nächsten Jahren folgten weitere Ausstellungen seiner Bilder in Griechenland, Italien, Österreich, Deutschland, der Schweiz und insbesondere in Frankreich.

## Werke
Wie auch sein Lehrer Gérôme beschäftigte sich Ralli hauptsächlich mit Themen des Orients, die in den Augen der damaligen Europäer exotisch anmuteten. Gleichwohl zeigen diese Werke Szenen des zeitgenössischen Orients und nicht etwa einer anderen weit zurückliegenden Epoche. Sie zeichnen sich aus durch ihren hohen Realismus und ihre Authentizität. Neben seinen orientalischen Werken, beschäftigte sich Ralli auch gerne mit religiösen Themen des orthodoxen Hellenismus, bei denen er die Personen mit einer teilweise zur Romantik tendierenden einzigartigen Frömmigkeit und Unschuld darstellte. In einem seiner bekanntesten Werke, dem 1905 entstandenen Bild Die Beute, thematisierte er die schwierigen Lebensumstände der orthodoxen Christen in der moslemischen Türkei. Ralli hat auch Porträtbilder gemalt, wobei sein wohl bekanntestes das Werk Medea ist.

## Galerie

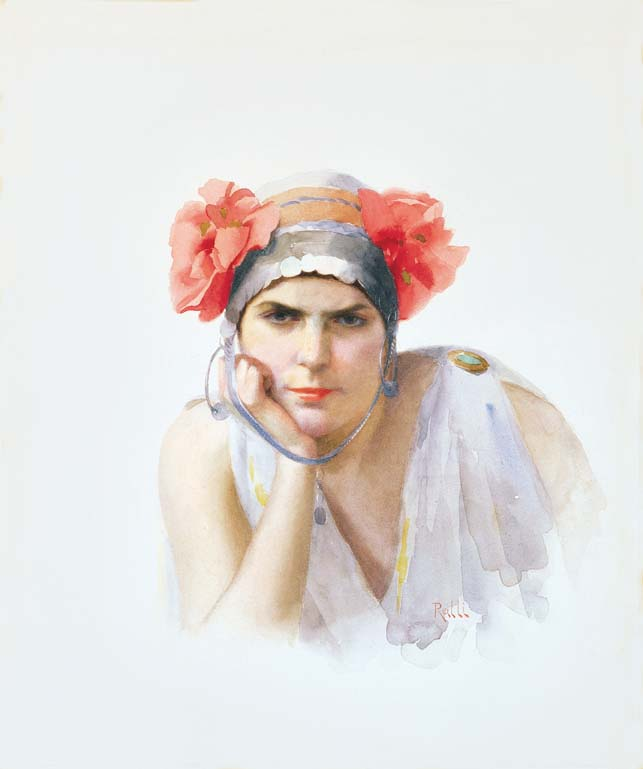
Medea, Aquarell auf Leinwand
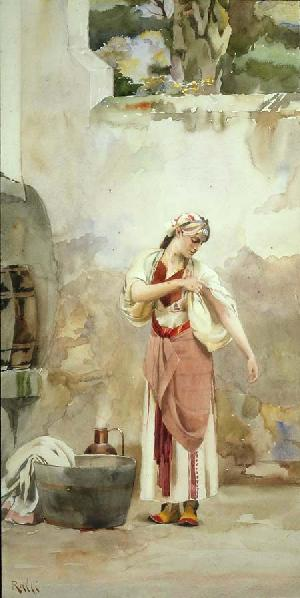
Die griechische Schönheit, um 1890
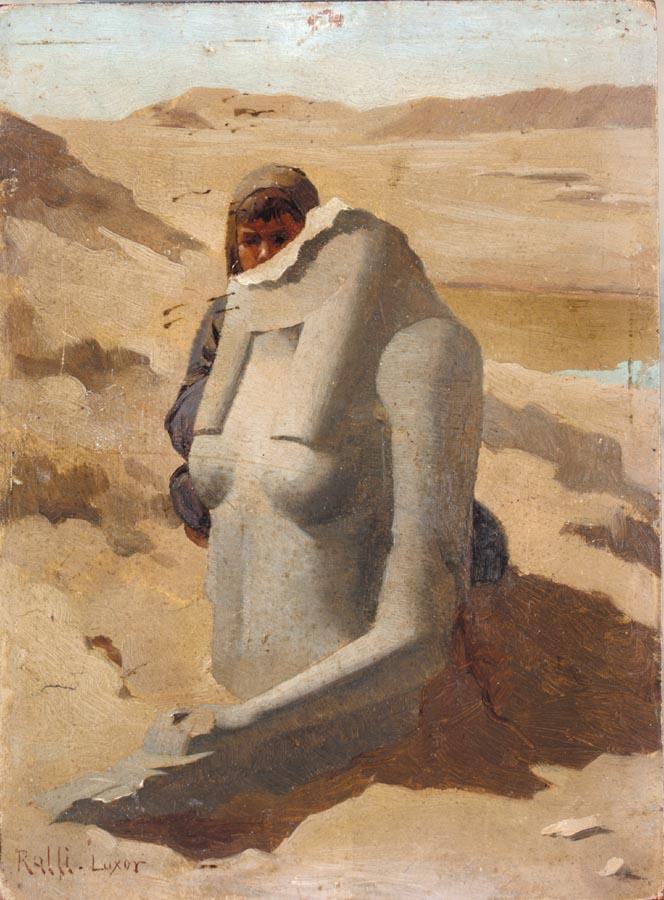
Kind versteckt sich hinter einer ägyptischen Skulptur
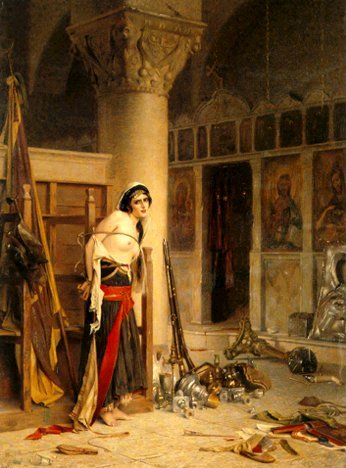
Die Beute, um 1905